# Aeropuerto de Burgos
El aeropuerto de Burgos (IATA: RGS, OACI: LEBG) es un aeropuerto español de Aena, situado en una amplia llanura en la zona este de la ciudad de Burgos.
En 2011 superó en número de pasajeros comerciales anuales a otros aeropuertos del entorno, como el de Logroño, y otros de la península, como el de Albacete, Córdoba o Huesca. En 2013, superó por primera vez en su historia en número de pasajeros a Salamanca. En 2016, según datos de AENA y con solo vuelos privados, dio servicio a 4.682 pasajeros (lo que supuso un descenso del 48,4 % con respecto a 2015) con 1750 operaciones de vuelo, un 19,2% menos que en el 2015. 
Villafría es la sede del mantenimiento de la compañía Aeronova, en la que se encuentra la totalidad de su flota. Esta compañía también operará en el aeropuerto vuelos chárter durante la época estival.

## Historia
Aunque anteriormente ya existía un pequeño aeródromo, la creación como tal del Aeropuerto Nacional de Villafría se produjo el 19 de julio de 1927, bajo el reinado de Alfonso XIII. Durante la Segunda República, el diputado por Burgos José María Albiñana consiguió una subvención para su construcción, que alcanzó casi la mitad de su presupuesto que ascendía a 80.000 pesetas. El 14 de diciembre de 1929, el gobernador civil, presidente de la Junta de Patronato del Aeropuerto Nacional de Burgos, convocó al ingeniero Urgoiti para que presentase los planos del proyecto del aeropuerto a la reunión a celebrar en su despacho en el Palacio de Diputación. Desgraciadamente, su funcionamiento como aeropuerto civil no tuvo efecto hasta mucho tiempo después; en 1995 el Ministerio de Defensa cedió los terrenos del aeropuerto para que el ayuntamiento de Burgos crease el primer aeropuerto municipal de España.
Se creó una empresa semipública, GABSA, encargada de gestionar el aeropuerto y, después de una serie de obras sufragadas por el ayuntamiento burgalés, entre ellas el asfaltado de una pista de 1339 x 30 metros y la reforma de los dos hangares, el aeropuerto se inauguró en 1999. Se realizó un concurso para adjudicar la gestión del aeropuerto, que ganó la empresa Acciona, pero al año siguiente el Gobierno decidió integrar Villafría en la Red de Aeropuertos de Interés General, a través de AENA, por lo cual se rescindió el contrato con Acciona.
El 18 de julio de 2001 el Gobierno aprobó el Plan Director del aeropuerto, en el cual se determinaba que no eran adecuadas la orientación ni la longitud de la pista de aterrizaje, y tampoco la antigua terminal ni los accesos viarios al recinto aeroportuario desde la N-I. En definitiva, esto representaba tener que construir un aeropuerto completamente nuevo.

### Un nuevo aeropuerto

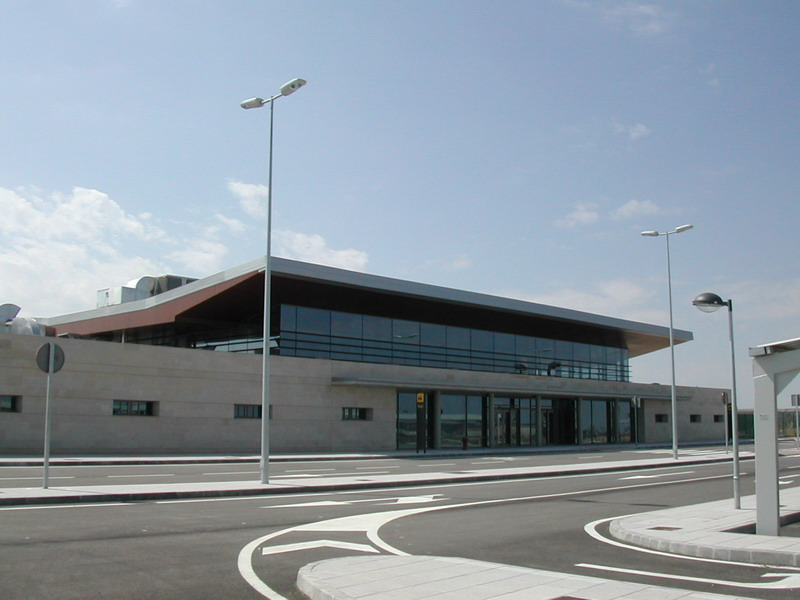
Acceso a la Terminal.

Tras un retraso importante por la dificultad en el proceso de expropiación de terrenos, que conllevaba la ampliación del aeropuerto, las obras se iniciaron en marzo de 2005 y duraron algo más de 3 años, produciéndose la apertura del aeropuerto al tráfico aéreo civil el 3 de julio de 2008, aunque la inauguración oficial no se produjo hasta el 7 de julio y el primer vuelo comercial despegó el 10 de julio.
La inversión realizada fue cercana a los 45 millones de euros.
Las nuevas instalaciones del aeropuerto constan de:
Área terminal
Un edificio terminal de pasajeros de 2.326 metros cuadrados, con 4 mostradores de facturación, una cinta de recogida de equipajes, dos puertas de embarque, cafetería (pendiente de adjudicar) y oficinas de Aena. Posee una capacidad de 350.000 pasajeros al año.
Un edificio multiservicios de 1.922 m² para el servicio de extinción de incendios, dependencias del centro de carga aérea y central eléctrica.
̈- Un aparcamiento con 188 plazas de estacionamiento.
- Caseta de control de acceso y caseta de bombas.
Campo de vuelos
- Una pista de vuelos de 2100 x 45 metros, con orientación 04-22.
- Una plataforma de estacionamiento de aeronaves de 22.336 m², con capacidad para dos aeronaves de tipo C, una de tipo D, tres puestos de estacionamiento para aviación general y un puesto para helicópteros.
- Tres calles de rodadura: una paralela a la pista de vuelo y otra perpendicular, que conectan con la plataforma; y, además, una tercera calle conecta con la antiguas instalaciones aeroportuarias (plataforma, terminal y hangares), que se usarán para la aviación general y como zona industrial del aeropuerto.
Ayudas a la navegación aérea
- Puesta en operación de un VOR/DME.
- Instalación de una torre de control modular, provisional, hasta la construcción de la definitiva.
Nuevos accesos al aeropuerto

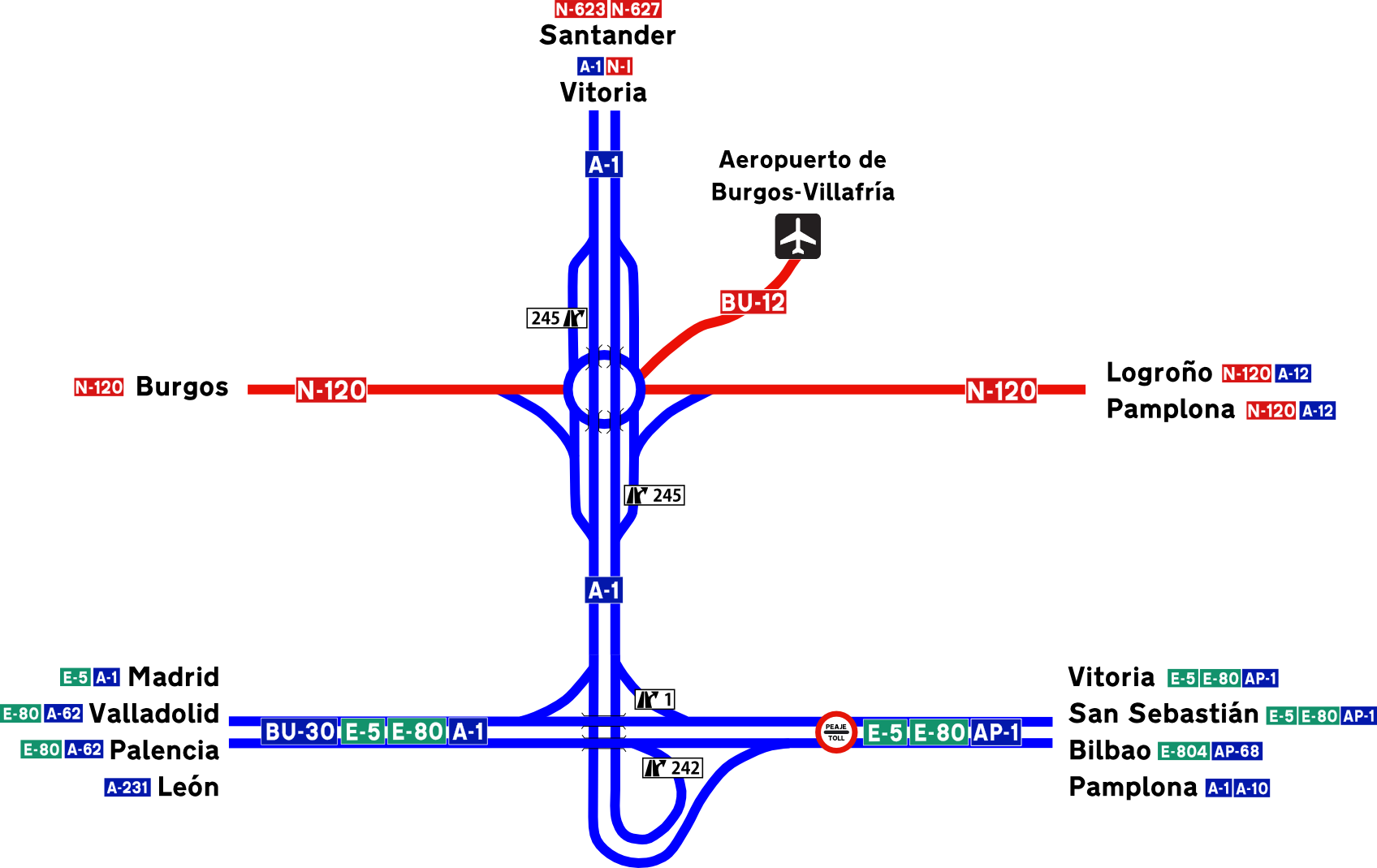
Mapa de accesos al aeropuerto. Se encuentra comunicado con la ciudad y con la red de autovías

Nuevos accesos viarios al aeropuerto desde la carretera de Logroño, que conectan el aeropuerto con la circunvalación.
Últimas actuaciones
En 2012 se realizaron obras en la terminal para ampliar la zona de salidas.
Entre 2011 y 2012 estaba prevista la construcción de una nueva Torre de Control de unos 30 metros de altura y 850 m² de superficie construida. Sin embargo, tras la implantación del sistema AFIS en el aeropuerto, esta obra parece que fue descartada.
Además, en el Plan Director del aeropuerto se establece la posibilidad de la instalación de un ILS Cat. I y se define un Área de Cautela Aeroportuaria que posibilitaría alargar la pista hasta unos 3.000 metros en el futuro.
En 2012, se propuso a la ciudad de Burgos como plataforma multimodal europea, combinando mercancías por carretera, ferrocarril y aviación.

### Historia de aerolíneas y destinos
Durante el verano de 2008 operaron en el aeropuerto de Burgos las compañías Air Nostrum, con vuelos a Palma de Mallorca, y Lagun Air, con vuelos a Palma de Mallorca y Barcelona. Los graves problemas económicos de Lagun Air motivaron que la compañía desapareciera, siendo desde entonces Air Nostrum la única compañía que ha operado vuelos regulares en Villafría.
En 2010 el Consorcio del Aeropuerto comenzó a promover los vuelos chárter. En junio, a Menorca, para seguir la fase de ascenso del Autocid; en agosto, a Tenerife, operado por Strategic Airlines, y en octubre, a Roma, operado por la compañía italiana Mistral Air.
Durante el año 2011 han volado chárters a los siguientes destinos: en marzo, a Praga y Milán, operados por Strategic Airlines, y en abril, a Ámsterdam y Berlín, operados por Albastar. Además, durante el puente del Curpillos se repetirá el vuelo a Praga.
Durante el verano de 2012 se realizaron vuelos chárter a Menorca, Málaga, Alicante y Faro.
En el verano de 2013, entre el 21 de junio y el 7 de septiembre, la empresa burgalesa Goodfly fletó vuelos chárteres a Palma de Mallorca, Ibiza y Menorca.
En 2018 vuelve a haber una línea entre el aeropuerto de Barcelona y el de Burgos, operada por Air Nostrum normalmente operados por Bombardier CRJ200 aunque en raras ocasiones por los CRJ-1000.
El Ayuntamiento de Burgos puso fin al contrato con Air Nostrum, que mantenía tres viajes semanales a Barcelona, el día 17 de diciembre de 2021
Durante el verano de 2023 se fletaron vuelos chárteres operados por la aerolínea Iberojet a Edimburgo y el 9 de septiembre de ese año a Palermo, la capital de la isla italiana de Sicilia, operados por la misma aerolínea.
Academia de vuelo
En el año 2020 se inauguró en el aeropuerto de Burgos una academia de vuelo privada, con el nombre de FlyBy dedicada a entrenar a las personas para poder conseguir su licencia de piloto comercial. Actualmente cuenta allí con la mayor parte de su flota de avionetas que opera desde el aeropuerto de Burgos y recientemente desde el aeropuerto de Logroño.
En el año 2024 esta escuela se ha convertido en la escuela más grande de España con una flota de más de 20 aeronaves.
 Vuelos actuales 
12/05/2024 - Actualmente la web de Aena indica que no hay vuelos comerciales programados en este aeropuerto.

## Aerolíneas y destinos

### Destinos nacionales
| Ciudades          | Aeropuerto                      | Aerolíneas                                                |
| España            | España                          | España                                                    |
| ----------------- | ------------------------------- | --------------------------------------------------------- |
| Islas Baleares    |                                 |                                                           |
| Palma de Mallorca | Aeropuerto de Palma de Mallorca | Air Nostrum (Estacional) (Reinicia el 8 de abril de 2025) |

## Tráfico
| Año            | pasajeros | operaciones | carga     |
| -------------- | --------- | ----------- | --------- |
| 2008 (Jul-Dic) | 13 037    | 1 501       | 0 kg.     |
| 2009           | 27 716    | 3 571       | 0 kg.     |
| 2010           | 33 595    | 3 559       | 1 766 kg. |
| 2011           | 35 447    | 3 960       | 308 kg.   |
| 2012           | 21 057    | 2 904       | 0 kg.     |
| 2013           | 18 905    | 2 305       | 0 kg.     |
| 2014           | 21 583    | 2 418       | 3 493 kg. |
| 2015           | 9 080     |             |           |
| 2016           | 4 682     | 1 750       |           |
| 2017           | 5 933     |             |           |
| 2018           | 10 341    | 2 211       |           |
| 2019           | 17 688    | 3 219       |           |
| 2020           | 23 528    | 11 318      | 56 kg.    |
| 2021           | 9 161     | 16 961      | 200 kg.   |
| 2022           | 2 098     | 17 959      | 300 kg.   |
| 2023           | 4 053     | 22 163      | 0 kg.     |
| 2024           | 2 495     | 22 538      | 0 kg.     |

## Logística
En 2014, se instaló en el aeropuerto la empresa Aeronova, especializada en los servicios de taxi aéreo y de la logística a pequeña escala.

## Transporte

### Autobús urbano
El Ayuntamiento de Burgos ha establecido un servicio de autobuses, la línea 24, que parte del centro de la ciudad (Plaza de España) y finaliza en la propia puerta de acceso a la terminal de pasajeros de Villafría. El precio del billete es de 1 euro.
Al tratarse de una línea dedicada, apenas realiza paradas, por lo que el tiempo de desplazamiento es bajo, en torno a los 20 minutos.
Los horarios pueden consultarse en  (enlace roto disponible en Internet Archive; véase el historial, la primera versión y la última).
- Paradas de la línea 24 Plaza de España - Aeropuerto (enlace roto disponible en Internet Archive; véase el historial, la primera versión y la última).

### Aparcamiento público
El aeropuerto posee un amplio aparcamiento con 188 plazas de uso público y gratuito, que permite dejar el vehículo aparcado por un tiempo ilimitado.

### Taxis
Existe una parada de taxis en el aeropuerto que funciona bajo demanda.
- Taxis